# Almakeréki erődtemplom
Az almakeréki erődtemplom műemlékké nyilvánított épület Romániában, Szeben megyében. A romániai műemlékek jegyzékében az SB-II-a-A-12416 sorszámon szerepel.